# Стамат Неделчев
Стамат Недялков (Неделчев) е български революционер, мелнишки войвода на Върховния македоно-одрински комитет.

## Биография
Неделчев е роден в демирхисарското село Черешница. Участва в Четническата акция на Македонския комитет през 1895 година в четата на Георги Мухчината. Става войвода на чета и в 1899 година се сражава в Горноджумайско и Кресненско. Участва в Горноджумайското въстание през 1902 година.
През Балканската война от 1912 – 1913 година е доброволец в Македоно-одринско опълчение и се сражава в Нестроевата рота на 5 одринска дружина. Носител е на орден „За храброст“ IV степен.